# Кассини-Гюйгенс
Касси́ни-Гю́йгенс (англ. Cassini–Huygens) — автоматическая межпланетная станция (АМС), созданная совместно НАСА, Европейским космическим агентством и Итальянским космическим агентством для исследования планеты Сатурн, его колец и спутников.
Комплекс состоял из орбитальной станции «Кассини» и спускаемого аппарата с автоматической станцией «Гюйгенс», предназначенной для посадки на Титан.
«Кассини-Гюйгенс» была запущена 15 октября 1997 года. 1 июля 2004 года после торможения вышла на орбиту спутника Сатурна. 25 декабря того же года спускаемый аппарат отделился от орбитальной станции и 14 января 2005 года вошёл в атмосферу Титана, обеспечив мягкую посадку автоматической станции на его поверхность. Первоначально миссия была запланирована до 2008 года, однако впоследствии продлена до лета 2010 года. 3 февраля 2010 года было объявлено о дальнейшем продлении программы до 2017 года.
4 апреля 2017 года Лаборатория реактивного движения объявила о грядущем завершении миссии «Кассини» 15 сентября 2017 года. Завершающий этап программы начался 26 апреля. Космический аппарат выполнил несколько коррекций своей орбиты вокруг Сатурна и 15 сентября 2017 года вошёл в его атмосферу.
Орбитальная станция «Кассини» — первый искусственный спутник Сатурна. Автоматическая станция «Гюйгенс» — первый космический аппарат, который совершил мягкую посадку во Внешней Солнечной системе.
В итоге деятельности проекта на Землю было передано 635 ГБ данных, 453 048 снимков, выполнено 162 пролёта около спутников Сатурна, опубликовано 3948 научных публикаций.

## Задачи
Основными целями миссии являлись:

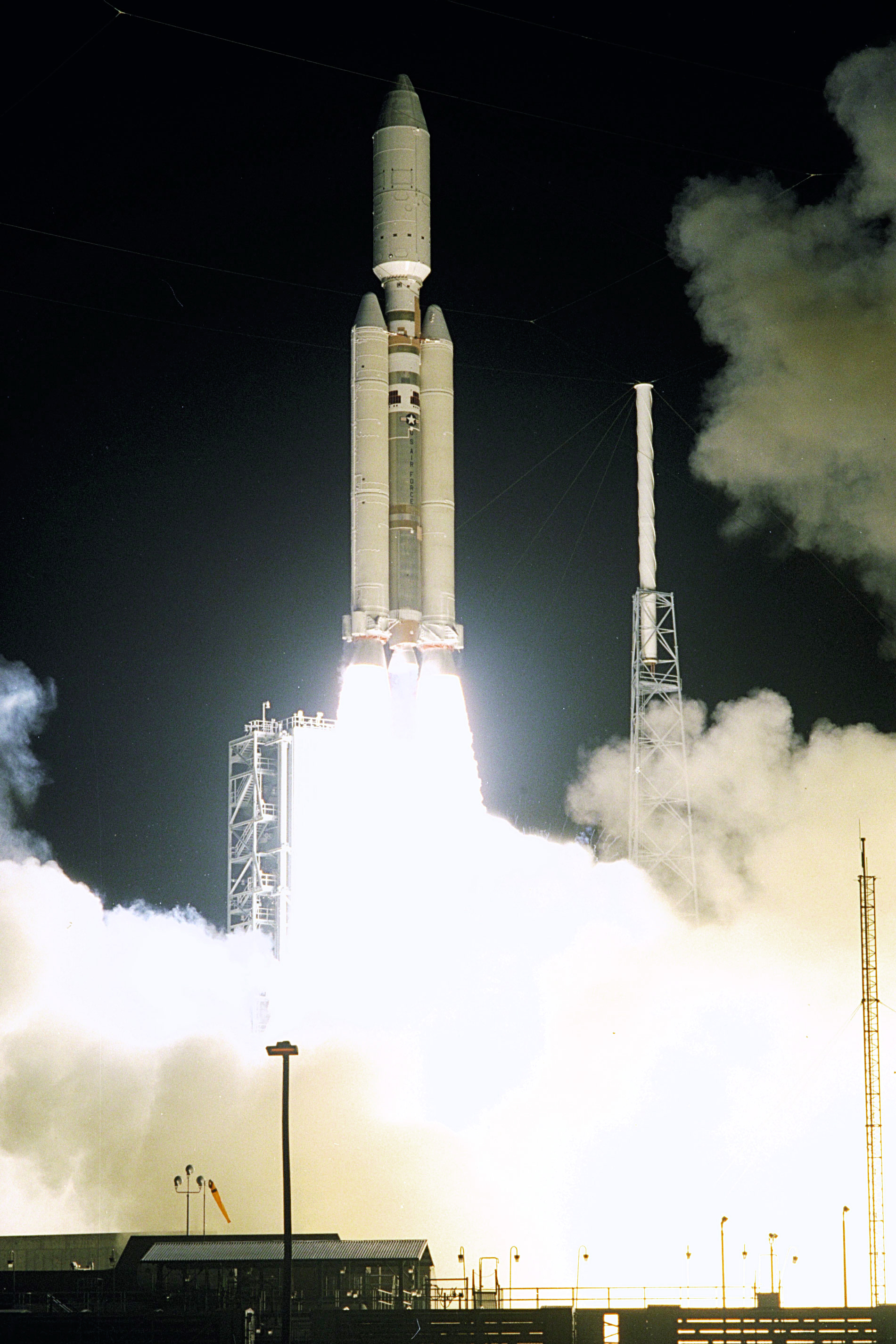
Старт «Кассини-Гюйгенс»

1. Определение структуры и поведения колец Сатурна;
2. Определение геологической структуры и истории поверхности спутников;
3. Определение природы и происхождения тёмного материала на одном из полушарий Япета;
4. Исследование структуры и поведения магнитосферы;
5. Исследование поведения атмосферы Сатурна и структуры облачного покрова;
6. Исследование облаков и тумана в атмосфере Титана;
7. Определение характера поверхности Титана.

## История создания
Космический зонд стал результатом сотрудничества трёх организаций; в процессе создания аппарата принимали участие 17 государств.
Станция «Кассини» была построена усилиями НАСА.
Зонд «Гюйгенс» был создан Европейским космическим агентством.
Итальянское космическое агентство сконструировало антенну дальней связи и радарный высотометр (RADAR).
Общие затраты на миссию превышают 3,26 млрд долларов США, что включает в себя 1,4 млрд на предстартовую подготовку, 704 млн на обслуживание, 54 млн на поддержку связи с аппаратом и 422 млн на ракету-носитель Titan-401B/Центавр.
Правительство США выделило 2,6 млрд долларов, Европейское космическое агентство — 500 млн, и Итальянское космическое агентство — 160 млн.

## Конструкция

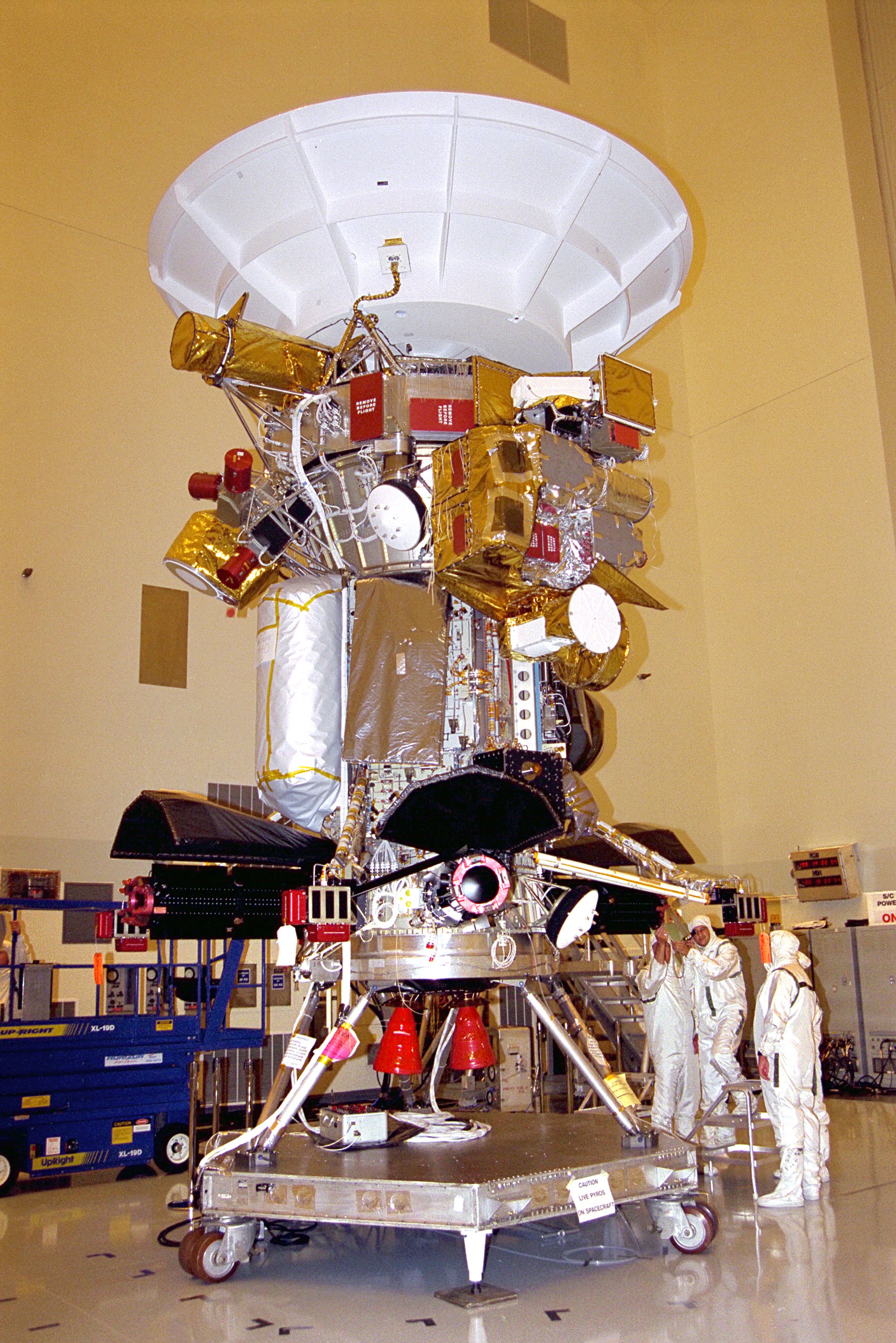
«Кассини» на стадии сборки

Станция «Кассини» вместе с зондом «Гюйгенс» стали самым большим функционирующим межпланетным комплексом, а также самым тяжёлым межпланетным аппаратом, когда-либо успешно покидавшим околоземную орбиту. Орбитальный аппарат без зонда имел массу 2150 килограммов. Вместе с Гюйгенсом, имевшим массу 350 килограммов, 3132 килограммами топлива и разгонным блоком, аппарат имел массу 5600 кг (только три станции за всю историю космических исследований имели большую массу — запущенные СССР зонды «Фобос-1», «Фобос-2» и российская АМС «Марс-96» — однако все они не выполнили возлагавшихся на них задач).
Орбитальный блок «Кассини» нёс 12 научных приборов: радар для построения подробных карт поверхности Титана и спутников с 4-метровой остронаправленной антенной и парой широконаправленных антенн, спектрометр для исследования частиц космической плазмы, инфракрасный спектрометр для удалённых измерений температуры, масс-спектрометр для изучения состава микрочастиц, спектрометры видимого и инфракрасного излучения, спектрометр ультрафиолетового излучения, анализатор космической пыли, магнитосферная камера, магнитометр и прочее.
Двигательная установка состояла из основного и дублирующего двухкомпонентных двигателей R-4D с тягой по 490 Н, работавших на метилгидразине и тетраоксиде диазота. В системе ориентации использовались 16 однокомпонентных маневровых двигателей на гидразине с тягой по 1 Н.
Электроэнергией станцию обеспечивали 3 радиоизотопных термоэлектрических генератора, сообща генерировавших 885 Ватт при старте в 1997 и 633 Вт в конце миссии в 2017 году.
Зонд «Гюйгенс» нёс 6 научных инструментов: для определения атмосферной структуры, доплеровский измеритель скорости и сноса, спектральный радиометр, газовый хроматограф/масс-спектрометр, коллектор аэрозолей и пиролизёр, пакет для научного исследования поверхности.

## Хроника полёта

Межпланетная траектория космического аппарата

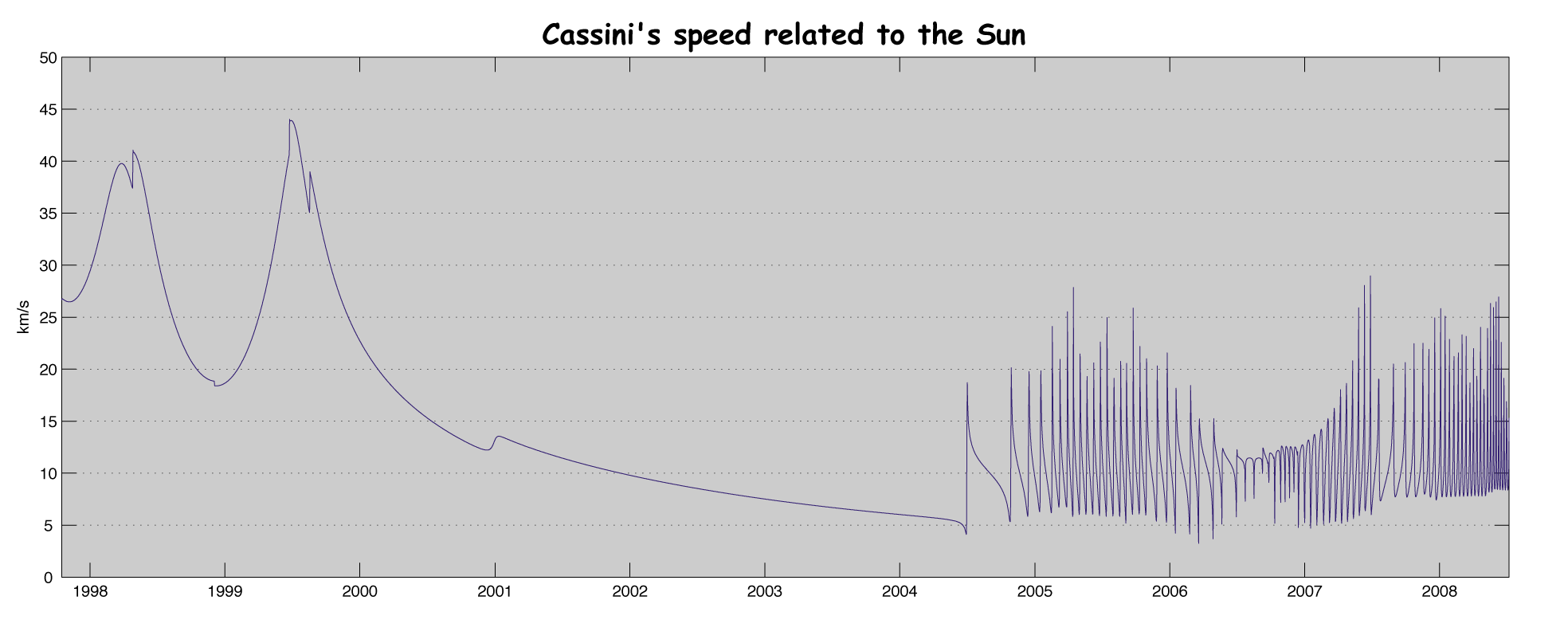
Скорость аппарата относительно Солнца

Траектория
199715 октября — старт аппарата (08:43 UTC), с мыса Канаверал (Флорида, США) ракетой-носителем Titan 4B/Centaur.
199826 апреля — первый манёвр в гравитационном поле Венеры, для набора необходимой скорости.
1999
- 24 июня — второй манёвр в гравитационном поле Венеры.
- 18 августа — (03:28 UTC) манёвр в гравитационном поле Земли (мимо Земли корабль прошёл со скоростью 69 тысяч км/час). За час и 20 минут до наибольшего приближения, «Кассини» приблизился на минимальное расстояние к Луне (377 000 км) и сделал серию снимков.

2000
- 23 января — пролёт мимо астероида (2685) Мазурский (10:00 UTC). Кассини сфотографировал астероид[9] с расстояния 1,6 млн км и оценил его диаметр как 15—20 км.
- 30 декабря — гравитационный манёвр в гравитационном поле Юпитера. В этот день Кассини приблизился к планете на минимальное расстояние и провёл ряд научных измерений. Также зонд сделал множество цветных изображений Юпитера, наименьшие видимые детали имеют размер примерно 60 километров в поперечнике[10].

2001
- 30 мая — во время перелёта от Юпитера к Сатурну, была замечена «дымка» в изображениях узкоугольной камеры Кассини (подобное впервые было отмечено на фотографиях звезды Майя из звёздного скопления Плеяд)[11].

2004
- 11 июня сблизился с Фебой — одной из крупнейших лун Сатурна.
- 8 октября при близком прохождении возле Титана с помощью инфракрасной камеры был получен снимок образования на Титане, которое по всей видимости является криовулканом. С помощью спектрометра было установлено, что в истекающих потоках не преобладает водяной лёд. По некоторым версиям купол образован прорывом азотного льда на поверхность.
- В ночь с 24 на 25 декабря зонд «Гюйгенс» отделился и начал своё движение к Титану.

200514 января зонд Гюйгенс успешно вошёл в атмосферу Титана и совершил мягкую посадку на его поверхность.
2017

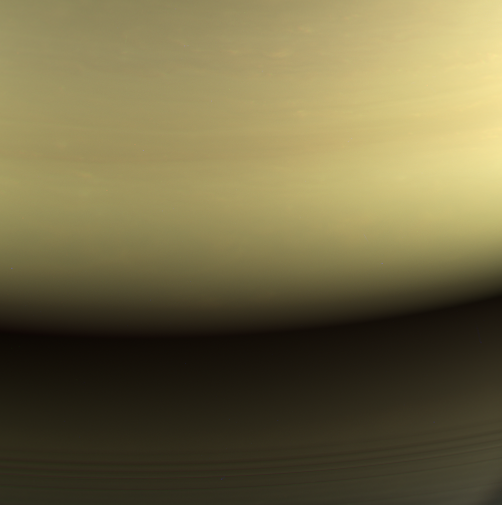
Последняя фотография, переданная Кассини

22 апреля космическая станция в последний раз облетела Титан и начала сближение с Сатурном, чтобы, совершив 22 оборота по спирали между планетой и её кольцами, 15 сентября войти в атмосферу и на этом завершить свою миссию. Последний сигнал от Кассини на Земле был получен 15 сентября в 14:55:46 московского времени (11:55:46 UTC). В действительности вхождение в плотные слои атмосферы и разрушение аппарата произошло на 83 минуты раньше, в 13:31:46 московского времени (10:31:46 UTC), в соответствии с расстоянием между Сатурном и Землёй на этот момент.

## Сближения со спутниками Сатурна
| Направления полета | Направления полета | Направления полета | Направления полета | Направления полета | Направления полета | Направления полета |
| ------------------ | ------------------ | ------------------ | ------------------ | ------------------ | ------------------ | ------------------ |
|                    |                    |                    |                    |                    |                    |                    |
| Титан              | Рея                | Япет               | Диона              | Тефия              | Энцелад            |                    |
|                    |                    |                    |                    |                    |                    |                    |
| Мимас              | Гиперион           | Феба               | Янус               | Эпиметей           | Прометей           | Пандора            |
|                    |                    |                    |                    |                    |                    |                    |
| Елена              | Атлас              | Пан                | Телесто            | Калипсо            | Мефона             |                    |

### Основная часть
До 31 июля 2008 года было запланировано 45 сближений с Титаном, 4 сближения с Энцеладом, по 2 сближения с Япетом, Тефией и Реей, а также по одному сближению с Фебой, Дионой, Гиперионом и Мимасом.
| №   | Спутник  | Дата пролёта     | Расстояние, км |
| --- | -------- | ---------------- | -------------- |
| 1.  | Феба     | 11 июня 2004     | 2068           |
| 2.  | Титан    | 26 октября 2004  | 1200           |
| 3.  | Титан    | 13 декабря 2004  | 2358           |
|     |          |                  |                |
| 4.  | Япет     | 1 января 2005    | 65000          |
| 5.  | Титан    | 14 января 2005   | 60000          |
| 6.  | Титан    | 15 февраля 2005  | 950            |
| 7.  | Энцелад  | 17 февраля 2005  | 1179           |
| 8.  | Энцелад  | 9 марта 2005     | 500            |
| 9.  | Титан    | 31 марта 2005    | 2523           |
| 10. | Титан    | 16 апреля 2005   | 950            |
| 11. | Энцелад  | 14 июля 2005     | 1000           |
| 12. | Мимас    | 2 августа 2005   | 45100          |
| 13. | Титан    | 22 августа 2005  | 4015           |
| 14. | Титан    | 7 сентября 2005  | 950            |
| 15. | Тефия    | 24 сентября 2005 | 33000          |
| 16. | Гиперион | 26 сентября 2005 | 990            |
| 17. | Диона    | 11 октября 2005  | 500            |
| 18. | Титан    | 28 октября 2005  | 1446           |
| 19. | Рея      | 26 ноября 2005   | 500            |
| 20. | Титан    | 26 декабря 2005  | 10429          |
|     |          |                  |                |
| 21. | Титан    | 15 января 2006   | 2042           |
| 22. | Титан    | 27 февраля 2006  | 1812           |
| 23. | Титан    | 18 марта 2006    | 1947           |
| 24. | Титан    | 30 апреля 2006   | 1853           |
| 25. | Титан    | 20 мая 2006      | 1879           |
| 26. | Титан    | 2 июля 2006      | 1911           |
| 27. | Титан    | 22 июля 2006     | 950            |
| 28. | Титан    | 7 сентября 2006  | 950            |
| 29. | Титан    | 23 сентября 2006 | 950            |
| 30. | Титан    | 9 октября 2006   | 950            |
| 31. | Титан    | 25 октября 2006  | 950            |
| 32. | Титан    | 12 декабря 2006  | 950            |
| 33. | Титан    | 28 декабря 2006  | 1500           |
|     |          |                  |                |
| 34. | Титан    | 13 января 2007   | 950            |
| 35. | Титан    | 29 января 2007   | 2776           |
| 36. | Титан    | 22 февраля 2007  | 953            |
| 36. | Титан    | 10 марта 2007    | 956            |
| 37. | Титан    | 26 марта 2007    | 953            |
| 38. | Титан    | 10 апреля 2007   | 951            |
| 39. | Титан    | 26 апреля 2007   | 951            |
| 40. | Титан    | 12 мая 2007      | 950            |
| 41. | Титан    | 28 мая 2007      | 2425           |
| 42. | Титан    | 13 июня 2007     | 950            |
| 43. | Тефия    | 27 июня 2007     | 16200          |
| 44. | Титан    | 29 июня 2007     | 1942           |
| 45. | Титан    | 19 июля 2007     | 1302           |
| 46. | Рея      | 30 августа 2007  | 5100           |
| 47. | Титан    | 31 августа 2007  | 3227           |
| 48. | Япет     | 10 сентября 2007 | 1000           |
| 49. | Титан    | 2 октября 2007   | 950            |
| 50. | Титан    | 19 ноября 2007   | 950            |
| 51. | Титан    | 5 декабря 2007   | 1300           |
| 52. | Титан    | 20 декабря 2007  | 953            |
|     |          |                  |                |
| 53. | Титан    | 5 января 2008    | 949            |
| 53. | Титан    | 22 февраля 2008  | 959            |
| 54. | Энцелад  | 12 марта 2008    | 995            |
| 55. | Титан    | 25 марта 2008    | 959            |
| 56. | Титан    | 12 мая 2008      | 959            |
| 57. | Титан    | 28 мая 2008      | 959            |
| 58. | Энцелад  | 30 июня 2008     | 101317         |
| 59. | Титан    | 31 июля 2008     | 3980           |

### Продлённый план пролётов
В рамках расширенной миссии, продлённой до 10 июля 2010 года, предусматривался 21 пролёт Титана, 8 пролётов Тефии, 7 пролётов Энцелада, 6 пролётов Мимаса, 5 пролётов Реи и 3 пролёта Дионы. Также предусматривалось несколько сближений с малыми спутниками, среди которых одно с Еленой.
| №   | Название спутника | Дата                   | Расстояние, км |
| --- | ----------------- | ---------------------- | -------------- |
| 1.  | Титан             | 31 июля 2008 02:13     | 1613           |
| 2.  | Энцелад           | 11 августа 2008 21:06  | 54             |
| 3.  | Энцелад           | 9 октября 2008 19:07   | 25             |
| 4.  | Энцелад           | 31 октября 2008 17:15  | 197            |
| 5.  | Титан             | 3 ноября 2008 17:35    | 1100           |
| 6.  | Титан             | 19 ноября 2008 15:56   | 1023           |
| 7.  | Титан             | 5 декабря 2008 14:26   | 960            |
| 8.  | Титан             | 21 декабря 2008 13:00  | 970            |
| 9.  | Титан             | 7 февраля 2009 08:51   | 960            |
| 10. | Титан             | 27 марта 2009 04:44    | 960            |
| 11. | Титан             | 4 апреля 2009 01:48    | 4150           |
| 12. | Титан             | 20 апреля 2009 00:21   | 3600           |
| 13. | Титан             | 5 мая 2009 22:54       | 3244           |
| 14. | Титан             | 21 мая 2009 21:27      | 965            |
| 15. | Титан             | 6 июня 2009 20:00      | 965            |
| 16. | Титан             | 22 июня 2009 18:33     | 955            |
| 17. | Титан             | 8 июля 2009 17:04      | 965            |
| 18. | Титан             | 24 июля 2009 15:34     | 955            |
| 19. | Титан             | 9 августа 2009 9 14:04 | 970            |
| 20. | Титан             | 25 августа 2009 12:52  | 970            |
| 21. | Титан             | 12 октября 2009 08:36  | 1 300          |
| 22. | Энцелад           | 2 ноября 2009 07:42    | 103            |
| 23. | Энцелад           | 21 ноября 2009 02:10   | 1 607          |
| 24. | Титан             | 12 декабря 2009 01:03  | 4 850          |
| 25. | Титан             | 28 декабря 2009 00:17  | 955            |
| 26. | Титан             | 12 января 2010 23:11   | 1 073          |
| 27. | Рея               | 2 марта 2010 17:41     | 100            |
| 28. | Елена             | 3 марта 2010 13:41     | 1803           |
| 29. | Диона             | 7 апреля 2010 05:16    | 504            |
| 30. | Энцелад           | 28 апреля 2010 00:11   | 103            |
| 31. | Энцелад           | 28 апреля 2010 00:11   | 201            |
| 32. | Титан             | 28 апреля 2010 00:11   | 1400           |
| 33. | Титан             | 5 июня 2010 02:26      | 2044           |
| 34. | Титан             | 21 июня 2010 01:27     | 955            |

## Продление миссии

### Первое продление
15 апреля 2008 года NASA объявило о продлении миссии на 2 года (до июля 2010 года). Старт новой миссии, получившей название «Кассини Равноденствие» (англ. Cassini Equinox Mission), был запланирован на 1 июля 2008 года. Эта миссия включала 60 дополнительных облётов вокруг Сатурна, 26 сближений с Титаном, 7 с Энцеладом и по одному с Дионой, Реей и Еленой. С научной точки зрения Кассини также предстояло изучить кольца Сатурна, его магнитосферу и саму планету.

### Второе продление
3 февраля 2010 года было объявлено о дальнейшем продлении программы до сентября 2017 года. Первоначальное название продлённой миссии было «Продлённая-продлённая миссия» (англ. extended-extended mission), но затем оно было изменено на «Кассини Солнцестояние» (англ. Cassini Solstice Mission). Продлённая миссия включала в себя 155 дополнительных витков вокруг Сатурна, 54 сближения с Титаном и 11 с Энцеладом.
Первоначально предлагалось несколько вариантов того, что делать с аппаратом после окончания основной миссии:
- перевод аппарата на вытянутую орбиту, где аппарат не столкнётся ни с одним из спутников Сатурна;
- направить аппарат в атмосферу Сатурна (как это было сделано с зондом «Галилео», исследовавшем Юпитер). Однако, для выполнения этого манёвра аппарату предстояло пройти сквозь кольца планеты, что грозило потерей контроля над ним;
- аппарат можно увести с орбиты Сатурна и направить в другие области Солнечной системы (аппарат предлагали использовать для исследований Урана, Нептуна или каких-либо объектов пояса Койпера);
- также рассматривался вариант вывода аппарата на траекторию столкновения с Меркурием. В этом варианте было бы использовано гравитационное поле Юпитера. Это гипотетическое столкновение произошло бы примерно в 2021 году на относительной скорости 20 км/с, что позволило бы изучить состав пород этой планеты.

## Результаты миссии

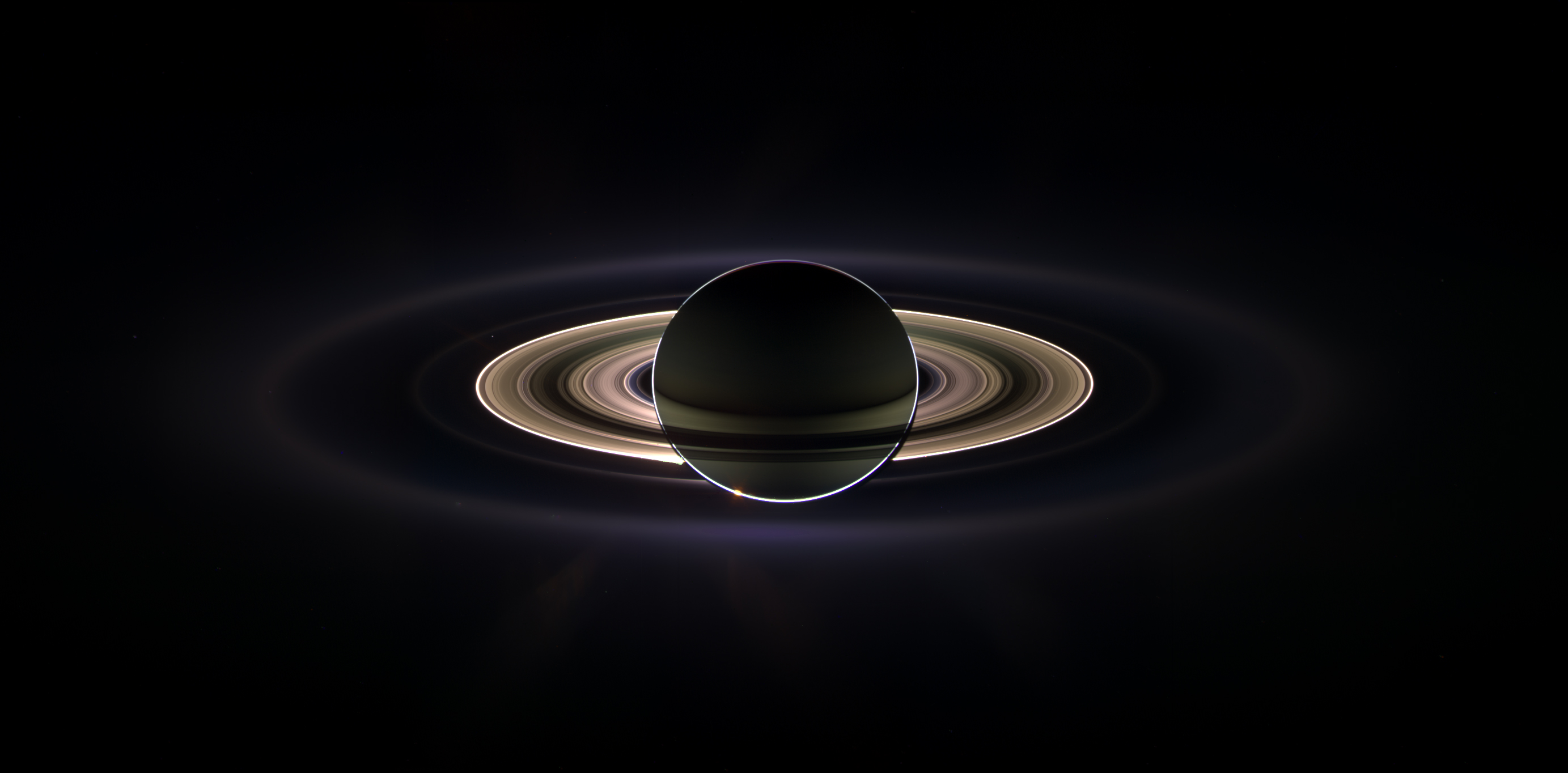
Затмение Солнца Сатурном с расстояния 2,2 млн км 15 сентября 2006 года (маленькая яркая точка на 10 часов от планеты возле узкого кольца — Земля)

### Проверка общей теории относительности
10 октября 2003 года были объявлены результаты эксперимента по проверке общей теории относительности, проведённые с помощью «Кассини». Наблюдался частотный сдвиг и задержка сигнала, приходящего от аппарата, в то время находившегося по другую сторону от Солнца, в соответствии с предсказаниями теории.

### «Спицы» в кольцах Сатурна
Изображения, полученные 5 сентября 2005 года, изображали «спицы» в кольцах, впервые обнаруженные в 1977 году при помощи наземных наблюдений и затем подтверждённые «Вояджерами» в 1980-x годах. Механизм образования «спиц» всё ещё не ясен.

### Новые спутники

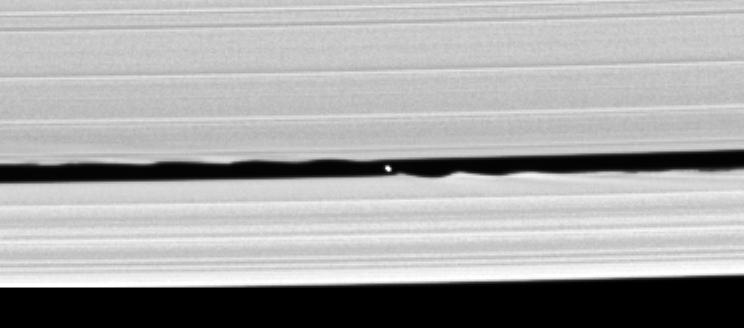
Дафнис

В 2004 году на изображениях, полученных «Кассини», были найдены новые спутники. Они очень малы и получили временные названия S/2004 S 1, S/2004 S 2 и S/2004 S 5. В начале 2005 года им присвоили названия Метона (англ. Methone), Паллена (англ. Pallene) и Полидевк (англ. Polydeuces).
1 мая 2005 года в щели Килера был обнаружен спутник S/2005 S 1, впоследствии получивший название Дафнис (англ. Daphnis). Это второй спутник Сатурна (после Пана), орбита которого лежит внутри колец.
Также «Кассини» обнаружил спутники Анфа, Эгеон и «S/2009 S 1».

### Пролёт около Фебы

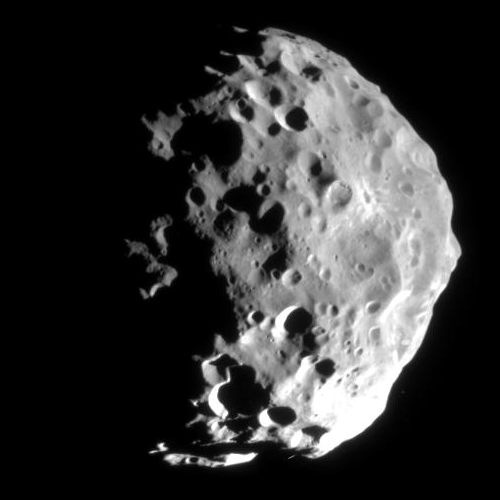
Изображение Фебы

11 июня 2004 года «Кассини» пролетел мимо спутника Фебы. Это была первая возможность изучить спутник с такого близкого расстояния после пролёта Вояджера-2. Из-за особенностей движения Фебы вокруг Сатурна данное сближение является для «Кассини» единственным возможным.
Первые изображения спутника, полученные 12 июня 2004 года, показали, что спутник мало похож на обычный астероид. Некоторые участки сильно кратерированной поверхности были очень светлыми, предполагается, что под поверхностью находится водяной лёд.

### Озёра на Титане

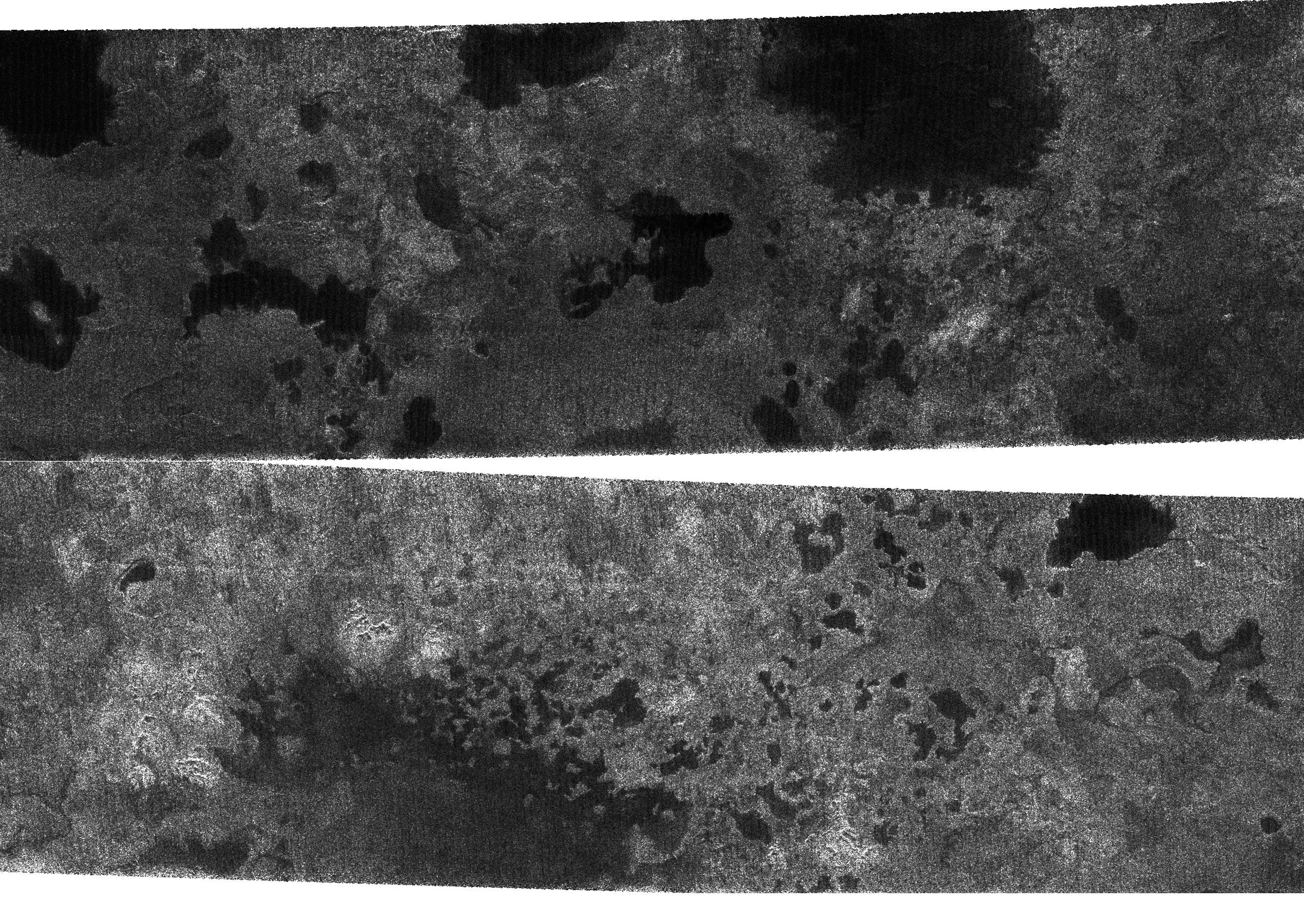
Озёра Титана

На радарных изображениях, полученных 21 июля 2006 года были обнаружены «бассейны», заполненные жидкими углеводородами (метаном или этаном), расположенные в северном полушарии Титана. Это первый случай обнаружения существующих в настоящее время озёр вне Земли. Размеры озёр — от километра до сотен километров в поперечнике.
13 марта 2007 года руководство миссии объявило об обнаружении большого скопления «морей» в северном полушарии Титана. Одно из морей по размерам несколько больше земного Каспийского моря.

### Шестиугольный шторм
В ноябре 2006 года на северном полюсе Сатурна была открыта атмосферная структура, представляющая собой шестиугольный шторм. Эта структура расположена на северном полюсе Сатурна и имеет в поперечнике более 25 тысяч километров.

### Жизнь на Титане
Кассини — Гюйгенс обнаружили несколько химических аномалий на поверхности Титана.
Под действием солнечных лучей в атмосфере постоянно образуются водород и ацетилен, которые должны были наблюдаться в том числе на поверхности Титана. Однако следов ацетилена на поверхности не обнаружено, а количество водорода близко к поверхности уменьшается, что некоторые специалисты трактуют как косвенные признаки наличия жизни. По их предположениям, на Титане могут существовать формы жизни, отличающиеся от земных, основанные на метане (вместо воды), дышащие водородом и питающиеся ацетиленом.
Предположения выдвигались ещё в 2005 году.
Однако другие специалисты склонны рассматривать биологические причины потери водорода и ацетилена в последнюю очередь, а в первую очередь будут искать возможные небиологические объяснения обнаруженного явления. Сам Крис Маккей заявил, что результаты исследований открывают «очень необычную и в настоящее время необъяснимую химию… Возможно, не признаки жизни, но очень интересно».